# قوت القلوب
کتاب قوت القلوب مهمترین اثر ابوطالب محمد بن علی مکی (درگذشت: ۳۸۶ ق/۹۹۶ م در بغداد) است که در چهل و هشت فصل به شرح عرفان می‌پردازد و از آغاز همواره از شهرت و اعتباری خاص برخودار بوده است.
اسم کامل کتاب چنین است: «قوت القلوب فی معامله المحبوب و وصف طریق المرید الی مقام التوحید» به معنی «مایه حیات قلبها در معامله با محبوب و توصیف چگونگی رسیدن مرید تا مقام توحید».
کتاب قوت القلوب از مشهورترین کتب در روش‌ها و آداب سلوک صوفیانه و ببان مراحل و مقامات عرفان علمی است و از ماخذ اثر معروف محمد غزالی بنام احیاء علوم الدین بوده است.